# Carl Lund (maler)
 Der er flere personer med dette navn, se Carl Lund.
Carl Christian Lund (21. april 1855 i Odense – 10. februar 1940 på Frederiksberg) var en dansk teatermaler.
Lund var søn af skomagermester Martin Lund og Abelone født Aagaard. Efter at være udlært som malersvend blev han i 1873 elev af Kunstakademiet i København, hvor han studerede til 1878, samtidig med at han arbejdede som dekoratør under sin morbror C.F. Aagaard og F. Hilker. Fra 1878 til 1882 var han i udlandet, navnlig i Wien, hvor han studerede i Burgteatrets og Den Kejserlige Operas malersale; derefter besøgte han Italien. Efter sin hjemkomst var han først knyttet til Dagmarteatret, men udførte derpå – fra 1884 – adskillige dekorationer for Casino, således til Askepot, Tommeliden, Rejsen til Maanen og Gutter om Bord, og for Folketeatret: Lykkepers Rejse, Rosenborg osv. I de senere år har Lund malet adskilligt for Det Kongelige Teater, hvoriblandt kan fremhæves borgpladsen i Aucassin og Nicolete, paladset i Aladdin og luftsynet i Fata Morgana. 1896 konstitueredes Lund som teatermaler ved Det Kongelige Teater. Lunds dekorationer udmærker sig gennemgående ved god stil og megen malerisk virkning, hvilket ikke mindst gælder om dem, hvori han har anvendt det af ham her indførte "transparente maleri". Foruden arbejderne for teatrene har lund udført en række store dekorative billeder af danske slotte, hvorfor han fik sølvmedalje på Verdensudstillingen i Paris 1889, samt dekorationerne til forskellige Tivolifester. Han blev Ridder af Dannebrog 1915.
I 1883 ægtede Lund en wienerinde, Leopoldine Schafrath; i 1889 var han i Paris, i 1892 med ministeriel understøttelse i Wien og Italien.
Han er begravet på Frederiksberg Ældre Kirkegård.